# 第7回インド国際映画祭
第7回インド国際映画祭（だい7かいインドこくさいえいがさい、7th International Film Festival of India）は、1979年1月3日から同月17日までニューデリーで開催された。オープニング作品としてシャーム・ベネガルの『Junoon』が上映され、審査委員長はセネガル出身の映画監督センベーヌ・ウスマンが務めた。また、審査員には初めて女性（シャンタル・アケルマン、マルタ・マスザヴェス）が選ばれた。

## 受賞結果
- 長編映画部門金孔雀賞：『ハンガリアン狂詩曲（英語版）』 - ヤンチョー・ミクローシュ
- 短編映画部門金孔雀賞：『An Encounter with Faces』、『Olympic Games』
- 男優賞：シャンカル・ナーグ（英語版） - 『Ondanondu Kaladalli』